# Kualatahan pahangensis
Kualatahan pahangensis is een van slang uit de familie waterdrogadders (Homalopsidae).

## Naam en indeling
De wetenschappelijke naam van de soort werd voor het eerst voorgesteld door Michael Wilmer Forbes Tweedie in 1946. Oorspronkelijk werd de wetenschappelijke naam Enhydris pahangensis gebruikt.
De soort werd door John C. Murphy en Voris in 2014 aan het geslacht Kualatahan toegewezen en is tegenwoordig de enige vertegenwoordiger van deze monotypische groep. De soortaanduiding pahangensis betekent vrij vertaald 'levend in Pahang'. De wetenschappelijke geslachtsnaam Kualatahan is afgeleid van de typelokatie Kuala Tahan.

## Uiterlijke kenmerken
De slang heeft een robuust lichaam met een vrijwel ronde lichaamsdoorsnede. De kop is duidelijk te onderscheiden van het lichaam door de aanwezigheid van een insnoering. De slang heeft 25 rijen schubben in de lengte op het midden van het lichaam en 126 tot 130 schubben aan de buikzijde. Onder de staart zijn 52 tot 55 gepaarde staartschubben aanwezig, ook de anale schub is gepaard.

## Verspreiding en habitat
De soort komt voor in delen van Azië en leeft endemisch in Maleisië. De habitat bestaat uit rivieren en andere permanente waterstromen. De soort is aangetroffen op een hoogte van ongeveer 150 tot 300 meter boven zeeniveau.

## Beschermingsstatus
Door de internationale natuurbeschermingsorganisatie IUCN is de beschermingsstatus 'onzeker' toegewezen (Data Deficient of DD).